# 手文字
手文字（てもじ）は、手の表現を用いて、平仮名の一文字一文字に対応した、表現方法。
手話、指文字と同様、音声伝達が難しい状況においての利用を前提にして考案された。

## 概要
手文字は、難聴者と健常者との意志伝達を容易にする為に、福祉目的の為に考案されている。
同様の目的を持った方法に手話や指文字があるが、複雑性や識別するための形状の種類が多いため、普段から手話や指文字による意志伝達を必要としない者にとっては習得が困難な傾向がある。そこで、片手を使った文字表現が簡単に出来る方法として手文字が考案された。

## 手文字と指文字の相違
手文字の利点
- 習得に必要な基本パターンが指文字と比べて少なく、習得期間が短い。
- 表現方法が、シンプルで文字識別が判り易い。
- 両者間に距離がある場合でも、利用可能。
- 手話と比べて、正確に1文字単位の意志伝達ができる。

手文字の難点
- 指文字に比べて、表現方法が大きい。
- 手話と比べて、意志伝達に時間がかかる。